# ظرفیت‌یابی
ظرفیت یابی یکی از آخرین مراحل بلوغ در اسپرماتوزو آی پستانداران می‌باشد  که این فرایند برای ایجاد توانایی جهت بارور کردن اووسیت لازم است.نتیجه این است که غشای پلاسمایی که ناحیه آکروزوم را می پوشاند زدوده می شود. این مرحله شامل یکسری فرایندهای بیوشیمیایی می‌باشد، اسپرم به صورت نرمال حرکت می‌کند و قبل از ظرفیت یابی بالغ می‌شود. به‌طور معمول در شرایط In vivo این مرحله پس از اجاکولیشن (انزال) در دستگاه تناسلی ماده  اتفاق می افتد، در شرایط In vitro ظرفیت یابی با انکوبه کردن اسپرم به دست آمده از انزال یا اسپرم استخراج شده از اپیدیدیم در محیط کشت مربوطه برای چندین ساعت رخ می‌دهد.
رحم به علت ترشح موادی از قبیل استرول بایندینگ آلبومین، لیپو پروتئین، پروتئولیتیک و آنزیم‌های گلیکوزیداز از قبیل هپارین به این فرایند کمک می‌کند.
اسپرم غیر پستانداران به ظرفیت‌گیری احتیاجی ندارند و بلافاصله پس از انزال قادر به بارور کردن تخمک می‌باشند. اسپرم بعد از ظرفیت یابی باید تحت فرایند اکتیویشن که شامل واکنش آکروزومی است قرار بگیرد

## Footnotes
1. ↑  Essential Reproduction, Johnson, 6th edition, Blackwell Publishing